# Le Coudray-Macouard
 Le Coudray-Macouard  es una población y comuna francesa, en la región de Países del Loira, departamento de Maine y Loira, en el distrito de Saumur y cantón de Montreuil-Bellay.

## Demografía
| 654 | 673 | 699 | 829 | 956 | 865 |
| Para los censos de 1962 a 1999 la población legal corresponde a la población sin duplicidades (Fuente: INSEE [Consultar]) |     |     |     |     |     |